# Jörg Schomburg
Jörg Schomburg (* 1943 in Stadthagen; † 27. Juli 2006 in Hannover) war Prokurist und der CeBIT-Geschäftsbereichsleiter bei der Deutschen Messe in Hannover. Er entwickelte die CeBIT zur größten IT-Messe der Welt.

## Leben und Werk
Nach seinem Abitur war Schomburg drei Jahre lang bei der Luftwaffe, danach studierte er an der Universität Göttingen Betriebswirtschaftslehre. Später war er bei der Kabelmetall AG in Hannover sieben Jahre lang als kaufmännischer Leiter des Auslandsanlagengeschäfts tätig.
Als er 1979 in die Deutsche Messe eintrat, entwickelte er maßgeblich den CeBIT-Bereich der Hannover Messe zur größten IT-Messe der Welt. Das brachte ihm den Spitznamen Mister CeBIT ein. Von 1984 bis Mai 2006 war Schomburg der für die CeBIT verantwortliche Geschäftsbereichsleiter.
Am 10. Februar 2006 meldete die Financial Times Deutschland, Schomburg solle seinen Chefposten nach der IT-Messe CeBIT (März 2006) abgeben. Die Zeitung hatte den Wechsel damit begründet, dass Schomburg intern für den erheblichen Ausstellerrückgang der CeBIT kritisiert werde. Auch das Scheitern der "CeBIT Home" werde ihm angelastet. Die Deutsche Messe hatte die kurzfristige Ablösung zunächst dementiert, die Einarbeitung des 20 Jahre jüngeren Nachfolgers, Dr. Sven Prüser, ehemals Projektleiter der Berliner IFA, jedoch bestätigt und im Mai 2006 dann den Wechsel vollzogen.
In der IT-Branche galt Schomburg als ein fairer und kompetenter Gesprächspartner. Nach kurzer, schwerer Krankheit starb er im Alter von 62 Jahren. Er hinterlässt seine Frau, zwei eigene und drei Adoptivkinder.